# Charles Sobhraj
Charles Sobhraj (n. 6 aprilie 1944, Sài Gòn, Vietnam) este un hoț, escroc și ucigaș în serie francez. În anii 1970, a prădat turiști occidentali de-a lungul traseului Hippie Trail din Asia de Sud-Est.
Datorită hainelor pe care le purtau victimele sale, Sobhraj a fost poreclit „Ucigașul Bikini”, iar pentru abilitatea sa de a minți și de a se ascunde de justiție, a fost numit și „Șarpele”. În total, acesta a comis cel puțin 12 crime și a petrecut o perioadă îndelungată în închisoare în India, între anii 1976 și 1997. După ce a fost eliberat, acesta s-a stabilit la Paris, însă mai târziu, în 2003, a decis să se întoarcă în Nepal, unde a fost capturat, judecat și condamnat la închisoare pe viață. Deși acesta era încă căutat de autoritățile din Nepal, Sobhraj s-a întors acolo probabil din dorința de a atrage atenția asupra sa și dintr-un exces de încredere în sine.
La 21 decembrie 2022, Curtea Supremă din Nepal a ordonat eliberarea sa din închisoare din cauza vârstei înaintate, după ce a executat 19 ani din pedeapsa cu închisoarea. La 23 decembrie, a fost eliberat și expulzat în Franța.
Charles Sobhraj a reușit să-și capitalizeze faima de infractor, fiind plătit pentru interviuri și pentru drepturile de ecranizare. Palmaresul său infracțional a fost subiectul a patru biografii și a trei documentare, iar viața sa a fost portretizată într-un film de la Bollywood intitulat Main Aur Charles și într-un serial dramatic BBC în opt părți intitulat The Serpent.

## Începuturi
Charles Sobhraj s-a născut în Saigon, într-o familie cu origini vietnameze și indiene. Tatăl său, Sobraj Hatchand Bhaonani, era un om de afaceri indian, iar mama sa, Tran Loan Phung, era o vânzătoare vietnameză. La naștere, i s-a dat numele Charles Gurmukh Sobhraj. Părinții săi nu au fost niciodată căsătoriți, iar tatăl său a negat paternitatea. În urma divorțului părinților săi, Sobhraj a rămas fără un statut legal, fiind apatrid. Cu toate acestea, acesta a fost adoptat de noul partener al mamei sale, Alphonse Darro, care era locotenent în armata franceză staționată în Indochina franceză. Împreună cu familia sa, Sobhraj a călătorit frecvent între Indochina și Franța.
În adolescență, Charles Sobhraj a început să comită infracțiuni minore, iar în 1963 a primit prima sa condamnare la închisoare pentru furt, fiind închis în închisoarea Poissy, lângă Paris. În timp ce era încarcerat, Sobhraj a reușit să manipuleze funcționarii închisorii pentru a-i acorda favoruri speciale, cum ar fi faptul că i s-a permis să păstreze cărți în celulă. În aceeași perioadă, l-a cunoscut și s-a atașat de Felix d'Escogne, un tânăr bogat care făcea voluntariat în închisoare.
După eliberarea sa condiționată, Charles Sobhraj s-a mutat la Felix d'Escogne și a început să petreacă timpul între înalta societate din Paris și lumea interlopă a infractorilor. În această perioadă, Sobhraj a acumulat bogății prin intermediul unor spargeri și escrocherii.  
Cam tot în aceeași perioadă, Sobhraj a cunoscut-o pe Chantal Compagnon și a început o relație cu ea. Aceasta provenea dintr-o familie conservatoare din Paris, iar relația sa cu Sobhraj a fost percepută ca fiind una controversată. Sobhraj a cerut-o în căsătorie pe Compagnon, dar a fost arestat în aceeași zi pentru că a încercat să se sustragă poliției conducând un vehicul furat. Acesta a fost condamnat la opt luni de închisoare, dar Chantal i-a rămas alături pe toată durata sentinței. Sobhraj și Compagnon s-au căsătorit după eliberarea sa. Către 1970, a devenit cetățean francez datorită mamei sale, deoarece aceasta era cetățeană născută în Vietnam, o fostă colonie franceză.
În 1970, Charles Sobhraj și Chantal Compagnon, care era însărcinată, au părăsit Franța și au călătorit prin Europa de Est cu documente false, jefuind turiști cu care s-au împrietenit pe drum. Scopul lor era să scape de arestul autorităților franceze. Mai târziu în același an, cei doi au ajuns în Bombay, unde Chantal a dat naștere unei fetițe, Usha. În timp ce Chantal își concentra atenția asupra creșterii fiicei sale, Sobhraj și-a reluat viața infracțională, conducând o operațiune de furt de mașini și contrabandă. Profiturile tot mai mari ale lui Sobhraj au fost îndreptate către dependența sa în devenire de jocurile de noroc.
În 1973, a fost arestat și încarcerat după o tentativă nereușită de jaf armat la un magazin de bijuterii din Hotelul Ashoka, în New Delhi. Cu ajutorul lui Chantal, a reușit să scape simulând un atac de apendicită, dar a fost prins din nou la scurt timp după aceea. Împrumutând bani pentru cauțiune de la tatăl său, a fugit în scurt timp la Kabul. Acolo, cei doi au început să jefuiască turiști pe Hippie Trail, dar au fost arestați din nou. Sobhraj a evadat din nou, așa cum a făcut în India, pretinzând că este bolnav și drogând un paznic de spital. Apoi a fugit în Iran, lăsându-și familia în urmă. Compagnon, deși încă îi era fidelă lui, a dorit să lase trecutul lor criminal și s-a întors în Franța, jurând să nu-l mai vadă niciodată.
După ce a evadat din închisoarea din India, Charles Sobhraj și-a petrecut următorii doi ani pe fugă, folosind până la 10 pașapoarte furate. A trecut prin diferite țări din Europa de Est și Orientul Mijlociu. În Istanbul, a fost însoțit de fratele său vitreg mai mic, André, și cei doi au devenit parteneri în infracțiuni, comițând diverse fapte ilegale atât în Turcia, cât și în Grecia. În cele din urmă, după o încercare de schimbare a identității Sobhraj și André au fost arestați în Atena. Sobhraj a reușit să fugă, iar fratele său vitreg a fost încătușat și predat poliției turce de către autoritățile grecești. André a executat o pedeapsă de 18 ani.

## Crime

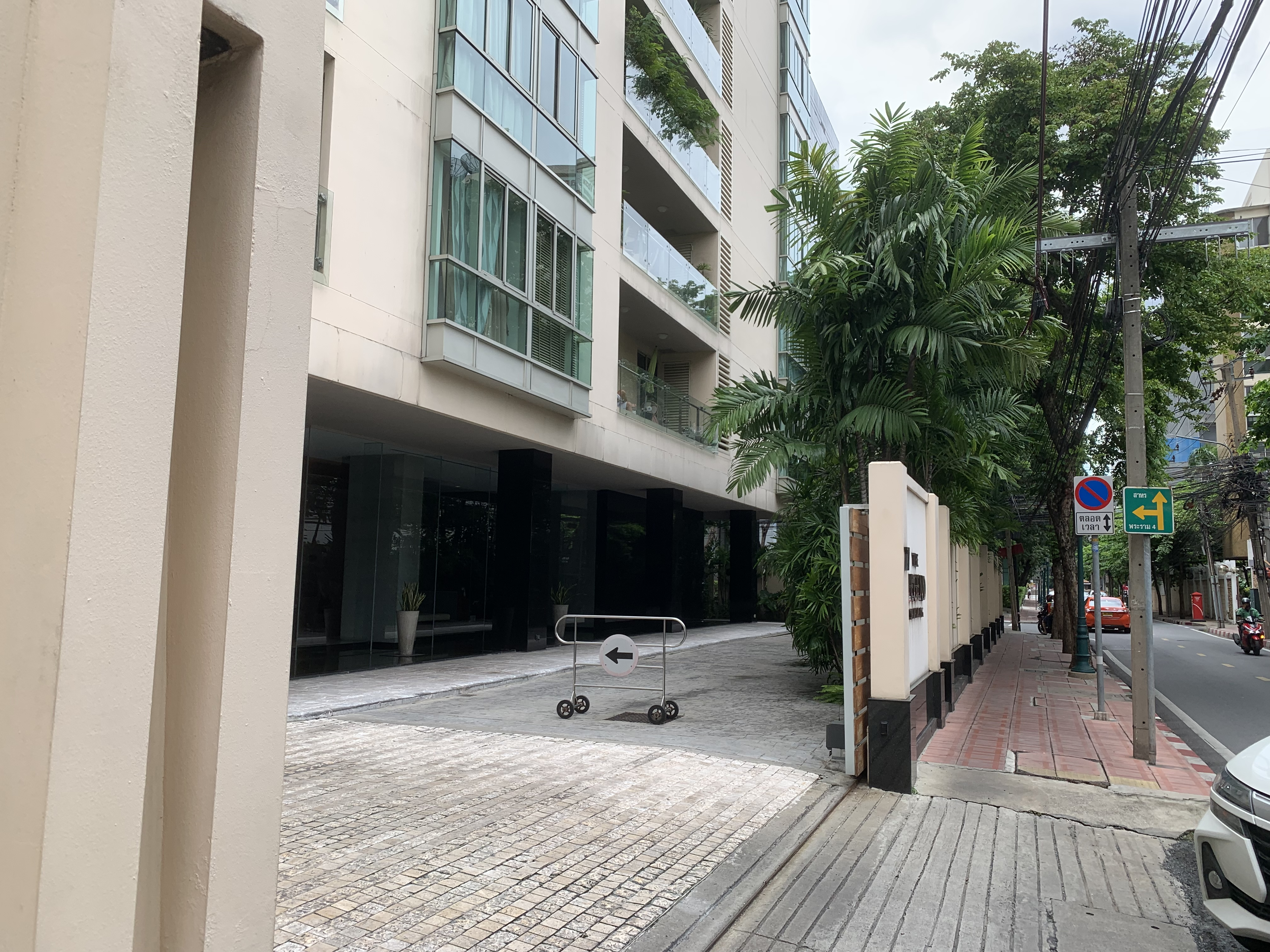
În prezent, clădirea de apartamente The Legend Saladaeng se află pe locul unde se afla cândva Kanit House, unde se stabilise cuplul, în Bang Rak, Bangkok.

Aflat pe fugă, Charles Sobhraj, își susținea stilul de viață dându-se drept vânzător de pietre prețioase sau traficant de droguri pentru a impresiona și a se împrieteni cu turiștii, pe care îi înșela. În timp ce era în India, Sobhraj l-a întâlnit pe Marie-Andrée Leclerc din Lévis, Quebec, o turistă în căutare de aventură. Sobhraj a manipulat-o și a reușit să o subjuge complet, transformând-o în cea mai loială adeptă a sa. Chiar și atunci când erau implicați în crime sau aventuri amoroase cu alte femei, Leclerc închidea ochii și rămânea alături de el. 
Sobhraj și-a adunat adepții prin câștigarea loialității acestora. El îi ajuta să iasă din situații dificile, dar acest ajutor era doar o înșelătorie. De exemplu, într-un caz, el a ajutat doi foști polițiști francezi, Yannick și Jacques, să recupereze pașapoartele dispărute, pe care el însuși le furase. Într-o altă schemă ingenioasă, Sobhraj a oferit adăpost unui francez, Dominique Renelleau, care părea să sufere de dizenterie; de fapt, Sobhraj îl otrăvise. În plus, Sobhraj l-a atras alături de el pe Ajay Chowdhury, un tânăr indian care devenise și el un criminal, și care a devenit secundul său în activitățile sale ilegale.
În anul 1975, Charles Sobhraj și Ajay Chowdhury au comis primele lor omoruri. Victimele lor petreceau timp alături de cei doi înainte de a fi ucise și, conform anchetatorilor, erau recrutate de Sobhraj și Chowdhury pentru a li se alătura în comiterea crimelor. Deși Sobhraj a pretins că majoritatea crimelor sale au fost supradoze accidentale de temazepam și heroină, anchetatorii susțin că victimele au amenințat că îl vor demasca pe Sobhraj, acesta fiind motivul real al crimelor.
Prima victimă a fost o tânără din Seattle, numită Teresa Knowlton. Ea a fost găsită înecată în Golful Thailandei, purtând un bikini înflorat. Inițial, înecul ei a fost considerat un accident de înot, dar autopsia și probele medico-legale ulterioare au demonstrat că era vorba de o crimă.
Următoarea victimă a fost un tânăr evreu sefardit, Vitali Hakim. Corpul său ars a fost descoperit pe drumul către Pattaya, unde Sobhraj și clanul său în creștere se cazau. Printre victimele lui Sobhraj s-au numărat și studenții olandezi Henk Bintanja, în vârstă de 29 de ani, și logodnica sa Cornelia Hemker, în vârstă de 25 de ani, care au fost invitați în Thailanda după ce l-au întâlnit pe Sobhraj în Hong Kong. Asemenea altor victime, cei doi au fost otrăviți de Sobhraj, care i-a îngrijit până la recuperarea lor pentru a le obține supunerea.
În timpul recuperării lor, Sobhraj a fost vizitat de prietena franceză a victimei sale anterioare, Hakim, pe nume Charmayne Carrou. Aceasta venise să investigheze dispariția prietenului ei. Îngrijorat de posibilitatea de a fi expus, Sobhraj și Chowdhury i-au scos rapid pe Bintanja și Hemker afară. Cadavrele lor au fost găsite strangulate și arse la 16 decembrie 1975. La scurt timp după aceasta, Carrou a fost găsită înecată și îmbrăcată într-un costum de baie asemănător cu cel al victimei anterioare a lui Sobhraj, Teresa Knowlton. Deși la momentul respectiv anchetatorii nu au reușit să lege crimele celor două femei, acestea aveau să-i aducă mai târziu lui Sobhraj porecla „Ucigașul Bikini”.
În ziua de 18 decembrie, când autoritățile au identificat cadavrele lui Bintanja și Hemker, Sobhraj și Leclerc au părăsit Thailanda și au ajuns în Nepal, folosind pașapoartele cuplului decedat. Într-un interval de timp scurt, între 21 și 22 decembrie, cei doi au comis două noi crime, omorându-i pe canadianul Laurent Carrière, în vârstă de 26 de ani, și pe americanca Connie Jo Bronzich, în vârstă de 29 de ani. Deși unele surse au identificat eronat cele două victime ca fiind Laddie DuParr și Annabella Tremont, acestea au fost confirmate ulterior ca fiind Carrière și Bronzich.
Sobhraj și Leclerc au folosit pașapoartele victimelor lor pentru a se întoarce în Thailanda, înainte ca trupurile acestora să fie identificate. La întoarcerea în Thailanda, Sobhraj a aflat că cei trei tovarăși francezi ai săi începuseră să îl suspecteze de comiterea unor crime în serie, după ce găsiseră documente care aparțineau victimelor. Conștienți că sunt în pericol, foștii săi tovarăși au fugit la Paris și au informat autoritățile locale despre activitățile lui Sobhraj.
Destinația următoare a lui Sobhraj a fost Varanasi sau Calcutta, unde l-a ucis pe savantul israelian Avoni Jacob pentru a obține pașaportul său. Sobhraj a folosit pașaportul pentru a călători împreună cu Leclerc și Chowdhury, mai întâi în Singapore, apoi în India. În martie 1976, s-au întors la Bangkok, deși știau că autoritățile thailandeze îi căutau.
Între timp, diplomatul olandez Herman Knippenberg și soția sa, Angela Kane, investigau asasinarea lui Bintanja și Hemker. Knippenberg avea cunoștințe despre Sobhraj și, posibil, chiar îl întâlnise, deși adevărata identitate a acestuia încă nu era cunoscută de diplomat. Cu ajutorul lui Nadine și Remi Gires, vecinii lui Sobhraj, Knippenberg a construit un caz împotriva lui Sobhraj și a strâns probe. În cele din urmă, a primit permisiunea poliției de a percheziționa apartamentul lui Sobhraj la o lună după ce acesta părăsise țara. Knippenberg a găsit dovezi importante, inclusiv documente și pașapoarte ale victimelor, dar și otrăvuri și seringi.
Trio-ul criminal și-a continuat călătoria și a ajuns în Malaezia, unde Chowdhury a fost trimis să fure pietre prețioase. Chowdhury a fost observat în timp ce îi înmâna pietrele prețioase lui Sobhraj, însă aceasta a fost ultima dată când a fost văzut. Nici Chowdhury și nici rămășițele sale nu au fost găsite, se crede că Sobhraj l-a ucis pe fostul său complice înainte de a părăsi Malaezia pentru a-și continua operațiunile de trafic de pietre prețioase împreună cu Leclerc, la Geneva.
În mai 1976, Interpolul a emis un mandat internațional de arestare pe numele lui Sobhraj, acuzându-l de patru crime în Thailanda.
După ce s-a întors în Asia, Sobhraj a pus bazele unui nou grup infracțional, începând cu două femei occidentale, Barbara Smith și Mary Ellen Eather, în Bombay. Următoarea victimă a lui Sobhraj a fost un francez, Jean-Luc Solomon, pe care l-a otrăvit în timpul unui jaf. Scopul său inițial a fost de a-l imobiliza pe Solomon, dar acesta a murit din cauza otrăvii.
În iulie 1976, la New Delhi, Sobhraj și clanul său infracțional, format din trei femei, au păcălit un grup de studenți francezi postuniversitari, prezentându-se drept ghizi turistici. Sobhraj le-a dat pastile otrăvite, pe care le-a prezentat ca fiind medicamente împotriva dizenteriei. Când efectul pastilelor a fost mai rapid decât anticipase Sobhraj, studenții au început să cadă inconștienți. Trei dintre studenți au realizat că au fost otrăviți și l-au imobilizat, apoi au contactat poliția. Acesta a dus la capturarea lui. Smith și Eather, complicii lui Sobhraj, au mărturisit în timpul interogatoriului. Sobhraj a fost acuzat de uciderea lui Solomon, iar toți patru au fost trimiși la închisoarea Tihar din New Delhi.

## Încarcerarea în India

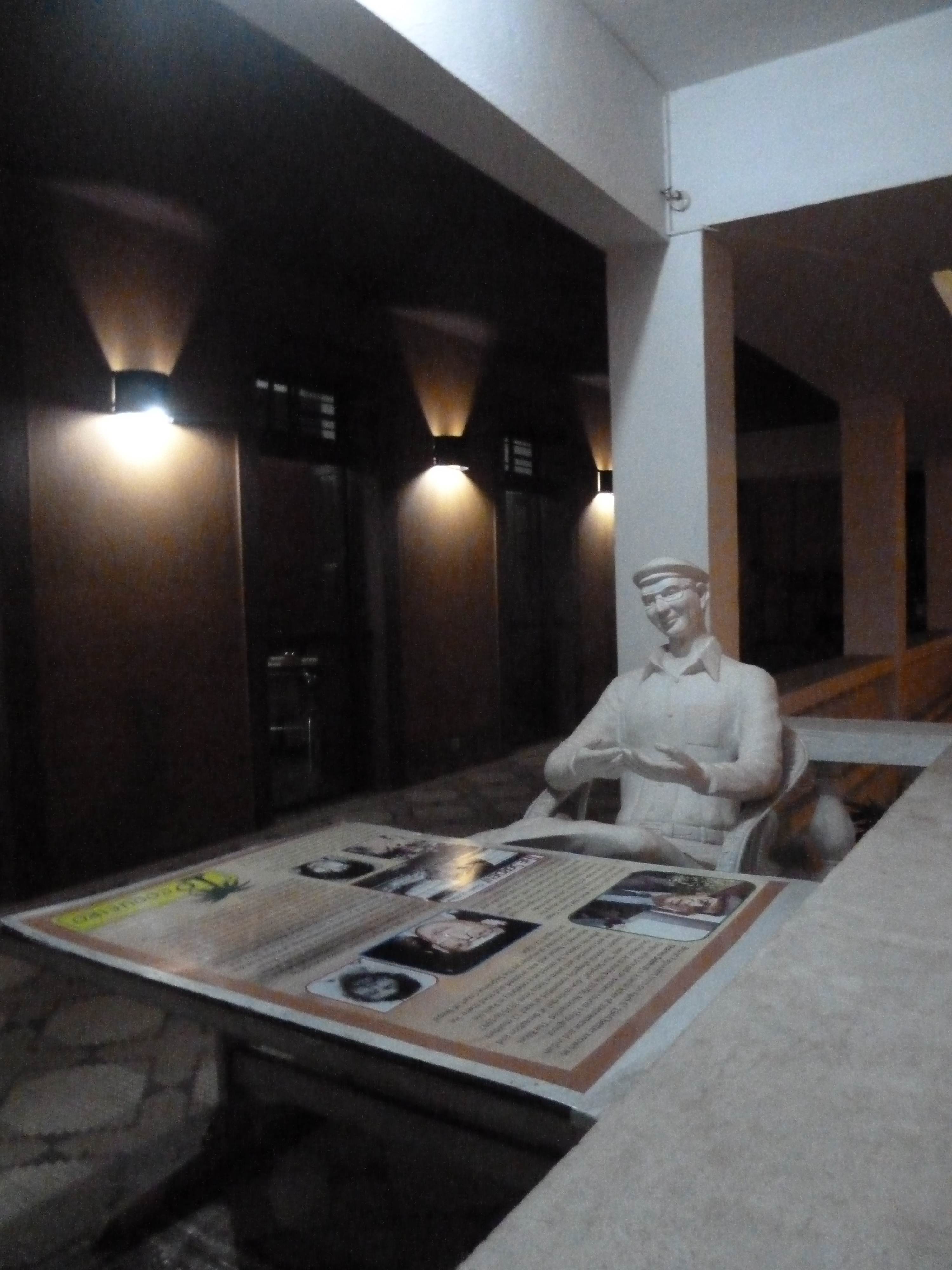
Statuia lui Sobhraj la restaurantul O'Coqueiro.

În cei doi ani care au precedat procesul, Smith și Eather au încercat să se sinucidă în închisoare. În schimb, Sobhraj, care ascunsese pietre prețioase în corpul său și avea experiență în mituirea gardienilor, a trăit confortabil în închisoare. A transformat procesul într-un spectacol, angajând și concediind avocați după bunul plac, aducându-l pe fratele său André, recent eliberat condiționat, pentru a-l asista, și chiar a intrat în greva foamei. În cele din urmă, a fost condamnat la 12 ani de închisoare. 
Leclerc, pe de altă parte, a fost găsită vinovată pentru că i-a drogat pe studenții francezi, dar ulterior a fost eliberată condiționat și s-a întors în Canada. Aici, ea a fost diagnosticată cu cancer ovarian și a decedat în aprilie 1984 la domiciliul ei. Chiar și în ultimele sale zile, ea a susținut că este nevinovată și se pare că îi era încă loială lui Sobhraj.
Sobhraj a mituit sistematic gardienii închisorii Tihar, ajungând să trăiască o viață luxoasă în interiorul închisorii, cu televizor și mâncare gourmet. A reușit să se împrietenească atât cu gardienii, cât și cu deținuții. În plus, a acordat interviuri jurnaliștilor occidentali precum Richard Neville de la revista Oz în 1977 și Alan Dawson în 1984.
Deși Sobhraj a vorbit deschis cu Neville și Clarke despre crimele sale, el a negat ulterior tot ce le-a spus și a pretins că acțiunile sale au fost o răzbunare împotriva „imperialismului occidental” din Asia.
Sentința de închisoare a lui Sobhraj în India urma să se încheie înainte ca termenul de prescripție de 20 de ani din Thailanda să expire, ceea ce ar fi asigurat extrădarea și aproape sigur execuția sa pentru crimă în Thailanda. Astfel, în martie 1986, în al zecelea an de închisoare, Sobhraj a organizat o mare petrecere pentru gardienii și colegii săi de detenție, i-a drogat cu somnifere și a reușit să fugă din închisoare.
Cu toate acestea, inspectorul Madhukar Zende de la poliția din Mumbai l-a prins pe Sobhraj într-un restaurant din Goa numit O'Coqueiro. Sentința sa a fost prelungită cu zece ani. La 17 februarie 1997, Sobhraj, în vârstă de 52 de ani, a fost eliberat, majoritatea probelor și chiar a martorilor împotriva sa fiind de mult pierdute. Neavând nicio țară în care să-l extrădeze, autoritățile indiene l-au lăsat să se întoarcă în Franța.

## Încarcerarea în Nepal
Sobhraj a ales să se retragă într-o viață confortabilă în suburbiile Parisului. Deși își trăia viața departe de ochii publicului, el încă mai dorea să profite de notorietatea sa. Astfel, a început să solicite sume mari de bani pentru interviuri și fotografii. Interesul publicului pentru viața sa a fost atât de mare încât drepturile pentru un film bazat pe viața sa au fost vândute pentru o sumă impresionantă de peste 15 milioane de dolari.
În 2003, Sobhraj a decis să se întoarcă în Nepal, o țară în care încă era căutat de autorități și unde avea mari șanse să fie arestat. La data de 1 septembrie 2003, Sobhraj a fost identificat de un jurnalist de la The Himalayan Times în timp ce juca la un cazinou din Kathmandu. Jurnalistul l-a urmărit timp de două săptămâni și a publicat un reportaj în The Himalayan Times, însoțit de fotografii, care a atras atenția poliției nepaleze. Aceștia au făcut o razie la cazinou și l-au arestat pe Sobhraj în timp ce încă juca acolo. După arestare, poliția a redeschis cazul dublei crime din 1975.
La data de 20 august 2004, Sobhraj a fost condamnat la închisoare pe viață de către tribunalul districtual din Kathmandu pentru uciderea lui Connie Jo Bronzich în 1975. În acest caz, majoritatea dovezilor fotocopiate folosite împotriva sa fuseseră adunate de diplomatul olandez Knippenberg, soția sa de atunci, Angela Kane, și de Interpol. Sobhraj a făcut apel împotriva condamnării, susținând că a fost condamnat fără un proces corect. În plus, avocatul său a dezvăluit că soția sa din Franța, Chantal Compagnon, a depus o plângere la Curtea Europeană a Drepturilor Omului împotriva guvernului francez pentru că a refuzat să îi ofere asistență.
La sfârșitul anului 2007, avocatul lui Sobhraj a cerut intervenția președintelui francez de atunci, Nicolas Sarkozy, pentru a ajuta în cazul său cu autoritățile nepaleze. În 2008, Sobhraj a anunțat că s-a logodit cu o femeie nepaleză pe nume Nihita Biswas, care ulterior a participat la reality show-ul Bigg Boss.
La data de 7 iulie 2008, Sobhraj a emis un comunicat de presă prin intermediul logodnicei sale Biswas, în care a negat că ar fi fost condamnat vreodată pentru omor și a cerut presei să nu îl mai numească criminal în serie.
În luna iulie a anului 2010, Curtea Supremă din Nepal a amânat pronunțarea verdictului într-un apel depus de Sobhraj împotriva sentinței de închisoare pe viață pentru uciderea excursionistei americane Connie Jo Bronzich în 1975. Sobhraj a făcut apel împotriva sentinței tribunalului districtual din Kathmandu în 2006, considerând-o nedreaptă.
Pe data de 30 iulie 2010, Curtea Supremă a confirmat sentința de închisoare pe viață pronunțată de tribunalul districtual pentru uciderea lui Connie Jo Bronzich, plus un an de închisoare și o amendă de 2.000 de rupii pentru intrarea ilegală în Nepal. De asemenea, instanța a ordonat confiscarea tuturor proprietăților lui Sobhraj. Presupusa sa soție, Biswas, și soacra sa, Shakuntala Thapa, avocat, au exprimat nemulțumirea față de verdict, iar Thapa a declarat că Sobhraj nu a primit o sentință corectă și că „sistemul judiciar este corupt”. Ca urmare a acestor remarci, ambele femei au fost acuzate și plasate în arest preventiv pentru sfidarea instanței.
La data de 18 septembrie 2014, Sobhraj a fost condamnat de tribunalul districtual din Bhaktapur pentru uciderea turistului canadian Laurent Carrière în 1975, și a primit o sentință de 20 de ani de închisoare.
În 2018, starea sa de sănătate era critică, fiind supus la mai multe operații pe cord deschis și planificându-se și altele.
La data de 21 decembrie 2022, Curtea Supremă din Nepal a ordonat eliberarea lui Sobhraj din închisoare datorită vârstei sale înaintate, după ce a executat 19 ani din sentința sa. I s-a ordonat să părăsească țara în termen de 15 zile. 
La data de 23 decembrie 2022, Sobhraj a fost eliberat din închisoare din motive de vârstă și bună purtare, fiind expulzat în Franța și fiind interzis să se întoarcă în Nepal timp de cel puțin 10 ani.

## Viața personală
În anul 2010, în timp ce era închis, el s-a căsătorit cu interpreta sa indiano-nepaleză, Nihita Biswas. Aceasta, fiica avocatului său, era cu 44 de ani mai tânără decât el și avea doar 20 de ani. Deși un angajat al închisorii a declarat pentru Paris Match în 2021 că nu există nicio dovadă a uniunii lor, ea a afirmat în fața presei că a fost atrasă de privirea și ochii lui hipnotizanți și de farmecul său francez.
În 2017, Nihita a donat sânge pentru a-l ajuta în timpul unei intervenții chirurgicale de bypass coronarian.